# アメリ (ヌードモデル)
アメリ（Amelie）は、ロシア出身の女性ヌードモデルである。日本ではユリア（Julia、Yuliya）の芸名で知られている。

## 概要
2007年に高校を卒業後、「Amour Angels」でヌードモデルとして活動を開始する。
日本では、2009年2月に写女から発売されたDVD「西欧ブロンド着エロ倶楽部 ユリア 18才」でデビューしたが、個人ブログなどで評判を呼んだ結果、AmazonのアイドルDVDランキングで売り上げトップとなった。日本の著名なグラビアアイドルのDVD作品などを超えたランクインは異例なケースで、その後も2ヶ月にわたって上位にランクインする状態が続いた。同年7月には2作目が発売されたが、この中ではテレビアニメ『新世紀エヴァンゲリオン』に登場するキャラクターである綾波レイ風のコスチュームを纏ったことが話題を呼んだ。ヒットの要因について、撮影を担当した小久保洋は「幼い顔立ちが日本人受けした」ことなどを理由に挙げている。2009年に日本で発売された3作品は着エロで、完全なヌード作品ではなかったが、2010年以降は本格的なヌード作品がリリースされている。
2010年12月に来日し、撮影会等のイベントも行なわれたが、2011年7月のライブチャットを最後に日本での活動を休止した。

## 作品

### DVD
1. 西欧ブロンド着エロ倶楽部 ユリア 18才（写女、2009年2月13日）
2. 西欧ブロンド着エロ倶楽部 ユリア 2（写女、2009年7月16日）
3. 西欧ブロンド着エロ倶楽部 ユリア 3（写女、2009年12月25日）
4. ユリア nude fairy（EX写女、2010年5月14日）
5. ユリア　再降臨（EX写女、2010年12月17日）
6. 風の中の妖精（マックス、 2011年3月26日）
7. 生ユリア（ビデオメーカー、 2011年7月15日）
8. ユリア in Cosplay （ビデオメーカー、 2011年10月28日）
9. ユリア×うた in コスプレ みるきぃぷりん（ビデオメーカー、 2011年12月7日）琥珀うたとの共演

### 写真集
1. 写真集「JULIA PHOTOBOOK」(彩文館出版、2010年1月、ISBN 9784775604618)
2. 写真集「解禁！ロシアン美少女」(リイド社、2010年12月1日、ISBN 9784845839384)

## 出演サイト
- Amour Angels（Yuliya名義）
- Querro.com
- Femjoy
- MPL Studios